# Cal Doctor (Sant Feliu de Codines)
Cal Doctor és una casa al carrer de Sant Joan de Sant Feliu de Codines (Vallès Oriental) inclosa a l'Inventari del Patrimoni Arquitectònic de Catalunya. Casa amb coberta amb dues vessants i carener paral·lel a la façana de paredat arrebossat. Consta de planta baixa i pis. El portal d'accés és adovellat. Al primer pis es troba una antiga finestra, avui convertida en balcó, amb llinda d'una sola peça amb inscripció: "P.G. 1 H 573". Als costats de l'edifici, hi ha uns cossos sense cap element arquitectònic, sembla uns afegits posteriors. Tot aquest conjunt forma un petit pati. Actualment es troba tancat per un mur que impedeix la seva visualitat des del carrer.
El carrer Sant Joan era l'antiga carretera per anar a Barcelona.